# Мун Заппа
Мун Юніт Заппа (нар. 28 вересня 1967) — актриса, співачка та письменниця. Вона дочка американського музиканта Френка Заппи.

## Ранні роки
Мун Заппа народилася в Нью-Йорку, старша дитина Гейл (уроджена Слотман) і музиканта Френка Заппи. У неї є троє молодших братів і сестер: Двезіл, Ахмет і Діва. Батько Заппи мав сицилійське, греко-арабське та французьке походження, а її мати мала німецьке та португальське походження. Заппа відвідував школу Оуквуд у Північному Голлівуді, Каліфорнія.

### Ім'я
За спогадами  мами Гейл, усі імена їхніх дітей мають особливе значення в родині. Ім’я, Мун Юніт, було дано, тому що при народженні Заппа сказав Гейл, що вони можуть назвати її Мун або Моторхед! Вона вибрала Мун (англ. Moon). Її друге ім'я Юніт (англ. Unit) вказує на те, як сім'я стала сімейною одиницею, коли вона народилася. При прочитанні разом ім'я Мун Юніт звучить в перекладі як "Астрономічне (місячне) дослідження". Також головним натхненником цього імені стала американська космічна програма "Аполон", що почалась у 1961 році, метою якою було здійснення висадки на Місяць.

## Кар'єра
Заппа вперше привернула увагу публіки в 1982 році у віці 14 років, коли вона з'явилася в хітові свого батька "Valley Girl". У пісні був монолог Муна на «valleyspeak», сленгових термінах, популярних серед дівчат-підлітків у долині Сан-Фернандо, Лос-Анджелес. «Valley Girl» стала найбільшим хітом Френка Заппи в Сполучених Штатах і популяризувала такі фрази з лірики, як «grody to the max» і «gag me with a spoon». Пісня з'явилася в альбомі її батька 1982 року Ship Arriving Too Late to Save a Drowning Witch.
У середині 1980-х Заппа та її брат Двезіл були частими запрошеними від-джеями на MTV.
Вона співала пісні Dweezil «My Mother Is a Space Cadet», ч/б «Crunchy Water» у 1982 році та «Let's Talk About It» з альбому Havin' a Bad Day у 1986 році.
У підлітковому віці Заппа знімався в телесеріалах CHiPs, The Facts of Life і фільмі Nightmares. У 18 років вона була технічним консультантом і з'явилася в кількох епізодах Fast Times. У дорослому віці вона працювала коміксом, автором журналів і актрисою, з’являючись у фільмах National Lampoon’s European Vacation і Spirit of '76, телевізійному ситкомі Normal Life і Super Mario Bros. Super Show.
Заппа з'явилася як одягнена в нікаб мусульманка в епізоді «Curb Your Enthusiasm», як двоюрідна сестра Теда Мосбі Стейсі в епізоді «Як я зустрів вашу маму» та в епізоді («Pampered to a Pulp») Roseanne. У 2013 році Заппа був голосом місіс Ламбер у серіалі High-Def Animation Domination на FOX Broadcasting High School USA!.
У 2000 році Заппа з'явився як запрошений вокаліст на третьому сольному альбомі Кіпа Вінгера Songs from the Ocean Floor. Вона є автором роману «Америка, прекрасна», опублікованого в 2001 році. Вона також писала для The New York Times. У 2016 році в інтерв’ю Los Angeles Times Заппа сказала, що працює над книгою про дорослішання у своєму «божевільному домі».

## Особисте життя
Вона вийшла заміж за Пола Дусетта, нинішнього барабанщика та ритм-гітариста американської поп-групи Matchbox Twenty, у червні 2002 року. У них є одна дитина, Матільда Плам Дусетт. Вони розлучилися на початку 2014 року.
Після смерті матері Заппи, Гейл, у жовтні 2015 року стало відомо, що її брати і сестри Ахмет і Діва отримали контроль над сімейним трастом Заппи з частками по 30% кожен, тоді як Мун і її брат Двезіл отримали менші частки по 20%. кожен. Розмовляючи з Los Angeles Times у 2016 році, Заппа назвала це «найжахливішим потрясінням у [її] житті». Як лише бенефіціари, Мун і Двезіл, як повідомляється, не отримають жодних розподілів від трасту, доки він не стане прибутковим у 2016 році. , це були «мільйони доларів боргу», і вони повинні отримати дозвіл від Ахмета, довіреної особи, щоб заробити гроші на музиці їхнього батька або на товарах, що носять його ім’я.

## Фільмографія
1983 Кошмари Памели
1985 National Lampoon's European Vacation Каліфорнійська дівчина Расті
1985 Сусідські хлопчики Ненсі
1987 Heartbeat Band Performer Direct-to-video
1989 Listen to Me Longnecker
1989 Heartstopper Ленора Клейтон
1990 Дух 76 Шеріл Дікман
1992 Молодша сестричка Венера
1994 Темна сторона генія Керрі
1996 Кохання завжди Мері Еллен
1997 The Girl Gets Moe Hostess Джилліан
1997 Жінка-птеродактиль з Беверлі-Хіллз Сьюзі
1998 Anarchy TV Кеті
Шкільний вчитель Джека Фроста 1998 року
2000 Даруюче дерево Алекс
2000 За швами Астрик
2010 Любов і недовіра Донна Пряме відео
2011 Last Will Белінда ДеНові

## Телебачення
1982 CHiPs Tami Епізод: "Speedway Fever"
1985 Життєві факти Епізод Сондри: «Останній драйв-ін»
1986 Fast Times Barbara 6 серій
Телевізійний фільм «Байкер Мерфі» 1987 року
1990 Нормальне життя Тесс Харлоу 13 серій
1991 Випробування Розі О'Ніл Джанет Фрейні Епізод: «Вовча зграя»
1993 Wild Palms Judy Епізод: «Голодні привиди»
1996 Вбивство Перше Кріс Епізод: "Розділ сімнадцять"
1996 Clueless Taki Епізод: «Хіба ми з поганими стрижками не відчуваємо?»
1996 Розанна Керол. Епізод: «Розпещені до пульпи»
1997 Party of Five Merika Епізод: "Adjustments"
2000 Tenacious D Art Gallery Visitor Епізод: "The Fan"
2003 Відеодокументальний фільм The Complete Master Works
2004 Приборкайте свій ентузіазм Haboos Епізод: «Побачення наосліп»
2006 Як я зустрів вашу маму Стейсі Епізод: «Як Лілі вкрала Різдво»
2007 Приватна практика Дженні Епізод: «У якому ми зустрічаємо Аддісон, симпатичну дівчину з іншого місця»
2010 Grey's Anatomy Kelly Episode: "Push"
2013 Середня школа США! Трейсі Лембер 5 серія

## Див. Також
- Френк Заппа